# Achilleum
Achilleum (Oudgrieks: Ἀχιλλεῖον, Achilleĩon) was de naam van twee Oud-Griekse steden.
De eerste was een versterkte plaats bij het voorgebergte Sigeum in Troas, door Mityleners gebouwd, met een grafheuvel van Achilles (Herodotos, Historiën V 94).
Het tweede was een stadje bij Smyrna.